# Nertobriga Concordia Iulia
El yacimiento arqueológico de Nertobriga Concordia Iulia está ubicado en el término municipal de Fregenal de la Sierra (Badajoz). Desde una altura de 681 metros se dominan varias decenas de kilómetros al norte y, al menos, una veintena hacia el sur y este, abarcando todos los pueblos actuales que lo rodean. Ocupa, por tanto, una posición estratégica entre los ríos Sillo y Álamo, junto a la mayor concentración de minas de hierro de la comarca y sobre la Real Cañada Soriana, reflejo de lo que fue una importante vía protohistórica de comunicación entre el Sur y el Norte peninsular, tal y como se revela en el estudio espacial de asentamientos prehistóricos.

## Situación, geografía e hidrografía
La Sierra del Coto, lugar donde se encuentran los restos arqueológicos de Nertobriga, se ubica en el Suroeste de la provincia de Badajoz. La zona se sitúa en las estribaciones septentrionales de Sierra Morena. El término municipal en el que se localiza la antigua ciudad romana de Nertobriga Concordia Iulia es el de Fregenal de la Sierra (Badajoz), muy próximo a la vecina provincia de Huelva. 
Respecto a la hidrología, la red fluvial que ocupa el área de estudio pertenece a la cuenca media del río Guadiana, siendo el Ardila el río principal que articula todo el territorio comarcal, y el Bodión su afluente más importante. La peculiaridad principal de estos ríos es que nacen, el primero en el municipio de Cabeza la Vaca, y el segundo en Monesterio, y discurren entre sierras por la zona extremeña de Sierra Morena, con una dirección este-oeste.
La situación de Nertobriga revela un lugar destacado en el entorno, un cerro amesetado desde cuya altura, 681 m, se dominan varias decenas de kilómetros hacia el norte, y al menos una veintena hacia el sur y este, en línea recta, abarcando todos los pueblos actuales que lo
rodean. 

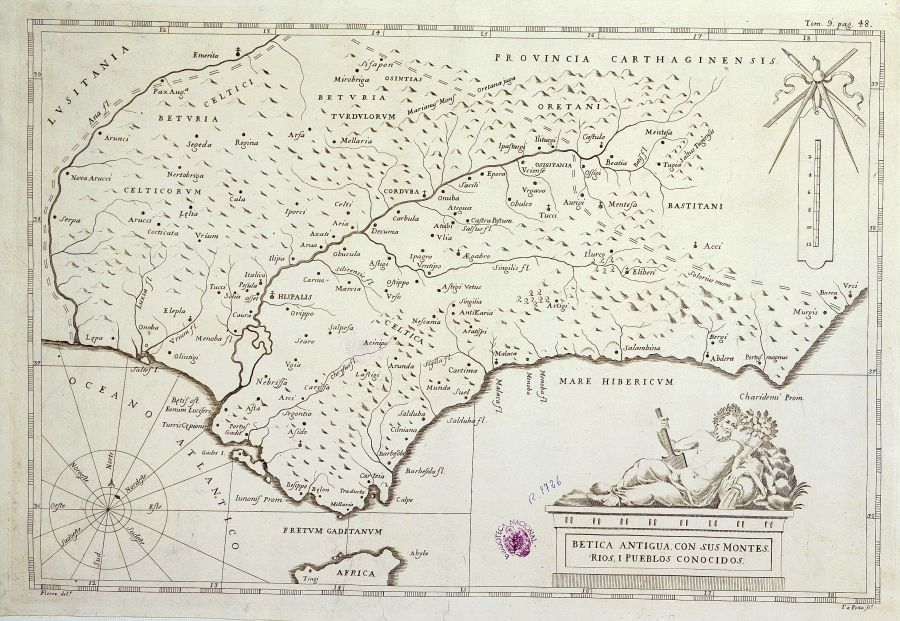
Mapa de la provincia de la Bética donde aparece Nertóbriga

Ocupa una posición estratégica entre los pequeños ríos Sillo y Álamo, junto a la mayor concentración de minas de hierro de la comarca y sobre la Real Cañada Soriana. Su función de “Cerro Testigo” lo distingue de los poblados prehistóricos vecinos que se sitúan, en la totalidad de los prospectados, sobre el límite de amplias áreas de terreno que abarcan las cotas 500 y 700 m dominando una corriente fluvial. Es notable, también, la distancia con las poblaciones actuales que en un radio de entre seis y siete kilómetros rodean el yacimiento.

## Intervenciones arqueológicas
Los primeros trabajos arqueológicos en el yacimiento se remontan al último cuarto del siglo XIX, cuando un grupo de entusiastas aficionados locales, con el médico y erudito D. Pablo Manuel Guijarro al frente, realizan excavaciones que tienen como resultado el descubrimiento de unas grandes termas públicas pavimentadas con mosaicos y de dos testimonios epigráficos de importancia capital para el conocimiento de la vida religiosa en la ciudad: una mención al culto imperial y otra al genius municipii. En 1868 vieron la luz unas piezas excepcionales, varios kalathoi broncíneos nielados en plata y decorados con escenas báquicas, de los cuales solo se conserva uno que custodia el Museo Arqueológico Provincial de Badajoz.
El resto de los materiales recuperados que no permanecieron en suelo extremeño fueron depositados en el Museo Arqueológico Nacional de Madrid. De las excavaciones finiseculares procede, también, un mosaico que actualmente se conserva en un domicilio particular en la cercana población de Higuera La Real.
En 1987 se efectuaron unos sondeos arqueológicos de mayor interés. Se centraron en la zona alta, en la cima de la Sierra del Coto, donde se pudieron documentar unos poderosos muros de opus caementicium y opus incertum, de excelente factura, que hablan de la existencia en aquel lugar de un edificio público, tal vez el capitolio de la ciudad o cualquier otra edificación templar. Se descubrieron los restos de la techumbre, a base de tegulae e imbrices, así como elementos decorativos de la misma. La cronología puede situarse, con todas las
reservas y sobre la base de los elementos arqueológicos recuperados (entre los cuales destaca una fíbula broncínea con nombre del toreuta) en los últimos años del siglo I a. C.
Del mismo modo, un sondeo arqueológico en la zona de la muralla reveló igualmente su importancia, alcanzando en lo conservado, en algunos tramos, hasta cuatro metros de alzado.
En esta misma zona, a trechos, avanzan sobre la muralla torres de sección cuadrada.

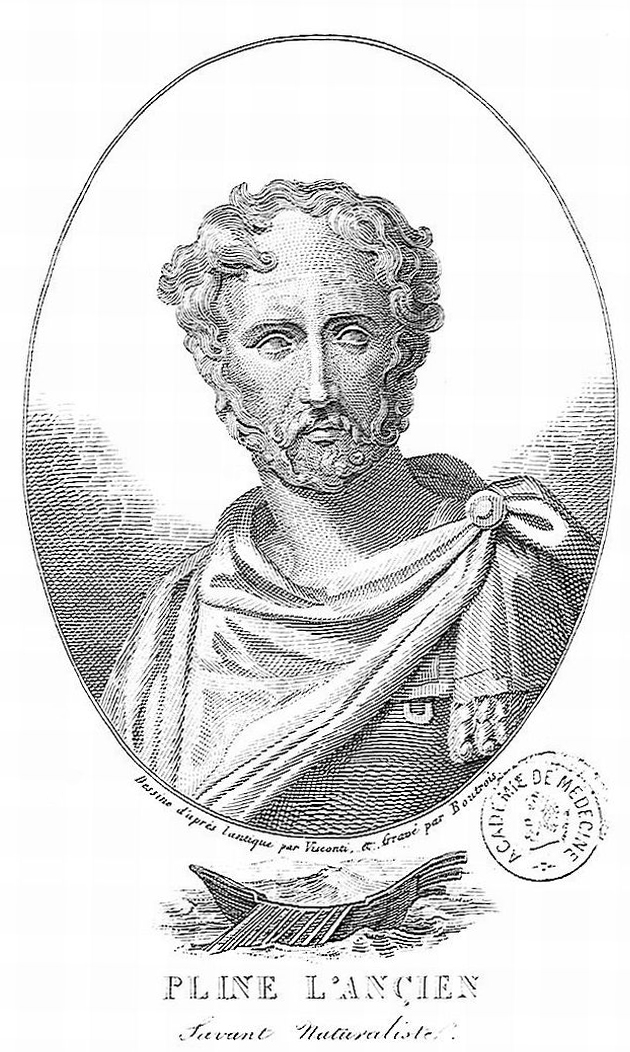
Plinio el Viejo, quien mencionó en sus libros de historia a Nertóbriga Concordia Iulia

Tras una lapso de varios años en el avance de las investigaciones en la Sierra del Coto, entre los años 2010 y 2011, dentro del marco de actuaciones del taller de recualificación profesional “Nertobriga” (Fases I y II), impulsado por la Dirección General de Formación para el
empleo, el SEXPE y la Dirección General de Patrimonio Cultural, se retoman los trabajos de excavación arqueológica en el yacimiento bajo unos criterios científicos modernos. El equipo de arqueólogos, encabezados por el profesor Luis Berrocal (UAM), José Luis de la Barrera
(MNAR) y Rafael Caso, se planteó de partida una serie de objetivos: identificación de las fases de ocupación del yacimiento, definición de los ámbitos y estructuras presentes en la denominada acrópolis, en vistas a los prometedores hallazgos de sendas campañas, todo apunta a que este sector de la ciudad acogió los restos del primitivo foro, así como algunos edificios monumentales entre los que cabe destacar los restos del pódium de un posible templo y contrastar arqueológicamente la existencia de un núcleo de población prerromano recogido en las fuentes clásicas, en las cuales se menciona el oppidum celta de Nerkobrlka. En ese sentido, las últimas campañas no han aportado datos concluyentes sobre la existencia de dicho poblado. Sin embargo, sí que se han podido documentar restos pertenecientes a periodos más antiguos adscritos al Bronce Final y la I Edad del Hierro, entre los siglos VII y V a. C.

## Historia y descripción del yacimiento
Aunque con dificultades de identificación, todo apunta a que la primera ocupación del lugar se remonta a tiempos prerromanos. La existencia de una población asentada sobre el Cerro del Coto anterior a la llegada de los romanos ha sido siempre deducida del mismo nombre de la ciudad, compuesto de dos términos de clara ascendencia céltica: “nerto”, con el significado de “fuerte”, y “briga”, sustantivo equivalente al “burg” germánico: “burgo” o “ciudad”, y “ber-berg”, irlandés y galés, de traducción “alto” y, por extensión, “ciudad en alto”, sentido comprobado ampliamente en la península ibérica, donde los sufijos en -briga son abundantes en nombres de ciudades prerromanas de la Hispania indoeuropea, delimitando la zona que en la filología demuestra, con claridad, el uso de lenguas célticas y precélticas.
Nertobriga aparece citada en las fuentes clásicas, griegas y latinas, como una población de la Baeturia Céltica, comarca lusitana en el suroeste extremeño, limítrofe con el mundo turdetano y posteriormente incorporada por Roma a su provincia Bética. Nertobriga se hallaba enclavada, pues, en la imprecisa comarca llamada Baeturia, dividida en dos partes en virtud de otras tantas gentes que la habitaban. Plinio nos informa de la presencia de celtici, oriundos de los celtiberi, pero en la ciudad pocos son los vestigios procedentes de este periodo que se conservan. La implantación romana borraría sus huellas y señas de identidad. Monsalud y Mélida hablan de una citania en la parte más prominente de la ciudad, en la cima del cerro, aunque no hay nada seguro, sobre todo después de que los sondeos efectuados no aclarasen nada al respecto. 
Algunos textos clásicos se hacen eco de la existencia de Nertobriga, aunque las referencias a la misma son parcas en cuanto a las descripciones. Ptolomeo se limita a proporcionarnos su situación geográfica. De mayor interés son las noticias facilitadas por Polibio, quien menciona la ciudad a propósito de su toma por las tropas romanas al mando del pretor Marcelo. El Marcelo al que se refieren las fuentes no puede ser otro que Marco Claudio Marcelo. Por Apiano sabemos de su estancia, a poco de haber sido elegido cónsul por tercera vez. Poco antes del invierno, acampó en Lusitania para sofocar una rebelión que su compañero Marco Atilio Serrano no había logrado desenraizar y, según se dice, tomó Nertobriga, moviéndose después Corduba para pasar el invierno. No debe confundirse esta ciudad con la de urbe celtíbera de Nertobriga, con la que Marcelo ya había guerreado ese consulado y a la que también rindió al llegar la primavera antes de firmar la paz con los celtíberos.
Otro texto que aporta información valiosa para el conocimiento de esta antigua ciudad, nos lo proporciona Plinio, que nos informa de los cognomina que se le adicionaron (Concordia Iulia) confirmados epigráficamente, y de su inclusión, dentro de la organización administrativa, en los conventos hispalenses.
Nertobriga alcanzó el estatus jurídico de municipium, lo que se llevó a efecto bajo la férula de César. El grueso de las entidades de población que acompañan a Nertobriga en el pasaje pliniano recibirá la organización romana en época Flavia. La población de Nertobriga fue adscrita a la tribu Galeria, y así se hace constar cumplidamente en parte de la documentación epigráfica conservada.
Sobre el cerro amesetado, de extensión cercana a las cinco hectáreas, debió de asentarse un importante castro amurallado, cuyas defensas serían sustituidas por las de época romana que se observan en la actualidad en un envidiable estado de conservación. El desarrollo urbanístico de época romana pudo arrasar (aunque en tanto no se realicen excavaciones pertinentes que lo determinen no sabemos en qué medida) los vestigios anteriores. Los sondeos realizados no revelan restos arquitectónicos prerromanos, y solo la aparición de fragmentos cerámicos extramuros, al pie de la muralla, en la zona más elevada del cerro y en el relleno de otro de los cortes arqueológicos practicados, permite atestiguar de manera fehaciente la existencia de ocupación prerromana en el yacimiento.
Por el contrario, las huellas de la ocupación romana son de lo más expresivas y revelan, bien a las claras, el potencial que el yacimiento atesora. No son ya las relevantes piezas descubiertas en las excavaciones arqueológicas de finales del siglo XIX, sino las propias evidencias arquitectónicas que afloran, las que nos muestran los vestigios de uno de los municipios romanos más importantes y mejor preservados de la Comunidad Autónoma de Extremadura.
En efecto, un examen de los restos que emergen permiten hacernos una idea de la importancia intrínseca del yacimiento: monumentales defensas con lienzos de murallas, abundantes restos de cisternas y otros depósitos de agua diseminados por el recinto, evidencias de grandes edificios públicos y de carácter cultual, etc. En definitiva, todas una batería de dependencias necesarias para el normal desarrollo de la vida en este municipio romano de la Bética.
De igual modo, las últimas campañas de excavaciones llevadas a cabo en distintas áreas de la ciudad confirman la dilatada secuencia de ocupación del sitio, prolongándose hasta bien entrada la Edad Media. La maqbara (necrópolis islámica) parcialmente excavada en una de las
laderas del cerro, ofrece un testimonio innegable del paso de poblaciones islámicas por la antigua Nertobriga. A falta de que nuevas actuaciones pongan de manifiesto nuevos datos que permitan esclarecer de manera definitiva la secuencia ocupacional del yacimiento arqueológico, la última presencia estable de una comunidad sobre el Cerro del Coto se fecha en el siglo XII, correspondiéndose con la ocupación almohade, que a la postre fue conquistada por los caballeros de la Orden del Temple. Solo una ermita cristiana, dedicada a San Frutos, quedará aislada y con culto hasta mediados del siglo XVII.
De estas últimas intervenciones son de destacar, por su monumentalidad y trascendencia arqueológica, los hallazgos relacionados con los restos de un gran edificio dotado de un podio de más de tres metros de altura que sostenía dos templos gemelos de modulación canónica.
El conjunto templar se completa con los restos de una posible piscina lustral subterránea que se ubica frente a su fachada principal, por debajo de las escaleras de acceso. Ambos templos presidían un área abierta lujosamente pavimentada con grandes losas de mármol que hay que
poner en relación con el Foro municipal. Esta gran actividad constructiva y urbanizadora se fecha alrededor de finales del siglo I a. C.